# Юфіт Самуїл Наумович
Самуїл Наумович Юфіт (березень 1902, село Шишаки Миргородського повіту Полтавської губернії, тепер смт. Полтавської області — лютий 1948, місто Кіров, Російська Федерація) — радянський партійний діяч, 1-й секретар Ойротського (Горно-Алтайського) обкому ВКП(б). Депутат Верховної Ради СРСР 1-го скликання.

## Біографія
Народився в родині десятника на приватних лісорозробках. У серпні 1913 — січні 1918 року — хлопчик-підручний приватної макаронної фабрики в місті Катеринославі.
З січня по травень 1918 року — кур'єр Катеринославської губернської профспілки торгово-промислових м'ясних підприємств. У 1918 році вступив до комсомолу.
З травня 1918 по травень 1919 року — інструктор організаційного відділу Катеринославської губернської ради профспілок.
У травні — липні 1919 року — червоноармієць 11-го запасного батальйону XIV армії РСЧА. З липня 1919 по лютий 1921 року — червоноармієць, політичний керівник роти і начальник полкової школи політичної грамоти.
Член РКП(б) з січня 1920 року.
З лютого 1921 по квітень 1922 року — голова полкового машбюро і помічник комісара 11-го окремого полку РСЧА Київського військового округу.
У 1922—1923 роках — завідувач агітаційно-пропагандистського відділу Коростенського повітового комітету КП(б)У Волинської губернії.
У 1923—1925 роках — відповідальний секретар Волинського губернського комітету ЛКСМ України.
З 1925 року — відповідальний секретар районного комітету КП(б)У.
У 1926 закінчив дев'ятимісячні курси окружних партійних робітників при ЦК КП(б)У в Харкові.
До 1930 року — завідувач організаційного відділу Шепетівського окружного комітету КП(б)У.
З 1930 по 1932 рік перебував на господарській роботі. У 1932—1933 роках — секретар ЦК Спілки цукровиків.
У 1933—1935 роках — начальник політичного відділу Осколковської машинно-тракторної станції Західно-Сибірського краю.
У лютому 1935 — березні 1937 року — 1-й секретар Мошковського районного комітету ВКП(б) Західно-Сибірського краю.
28 березня — 22 травня 1937 року — в.о. 1-го секретаря, 22 травня 1937 — 12 лютого 1938 року — 1-й секретар обласного комітету ВКП(б) Ойротської автономної області. Брав активну участь у сталінських репресіях.
У 1938 році виключений з ВКП (б). Відновлений у ВКП(б) рішенням КПК при ЦК ВКП(б) 8 березня 1939 роуц, з оголошенням суворої догани «за притуплення більшовицької пильності».
З березня 1939 року — керуючий Алтайського крайового комунального банку в місті Барнаулі.
У липні — вересні 1943 року — директор Єманжелінського механічного заводу Челябінської області.
З вересня 1943 по серпень 1946 року — директор Єйського ремонтно-механічного заводу Краснодарського краю.
З серпня 1946 року — директор Кіровського ремонтно-механічного заводув Кірові.
Помер у місті Кірові в лютому 1948 року.